# Vojenský výcvikový prostor Prameny

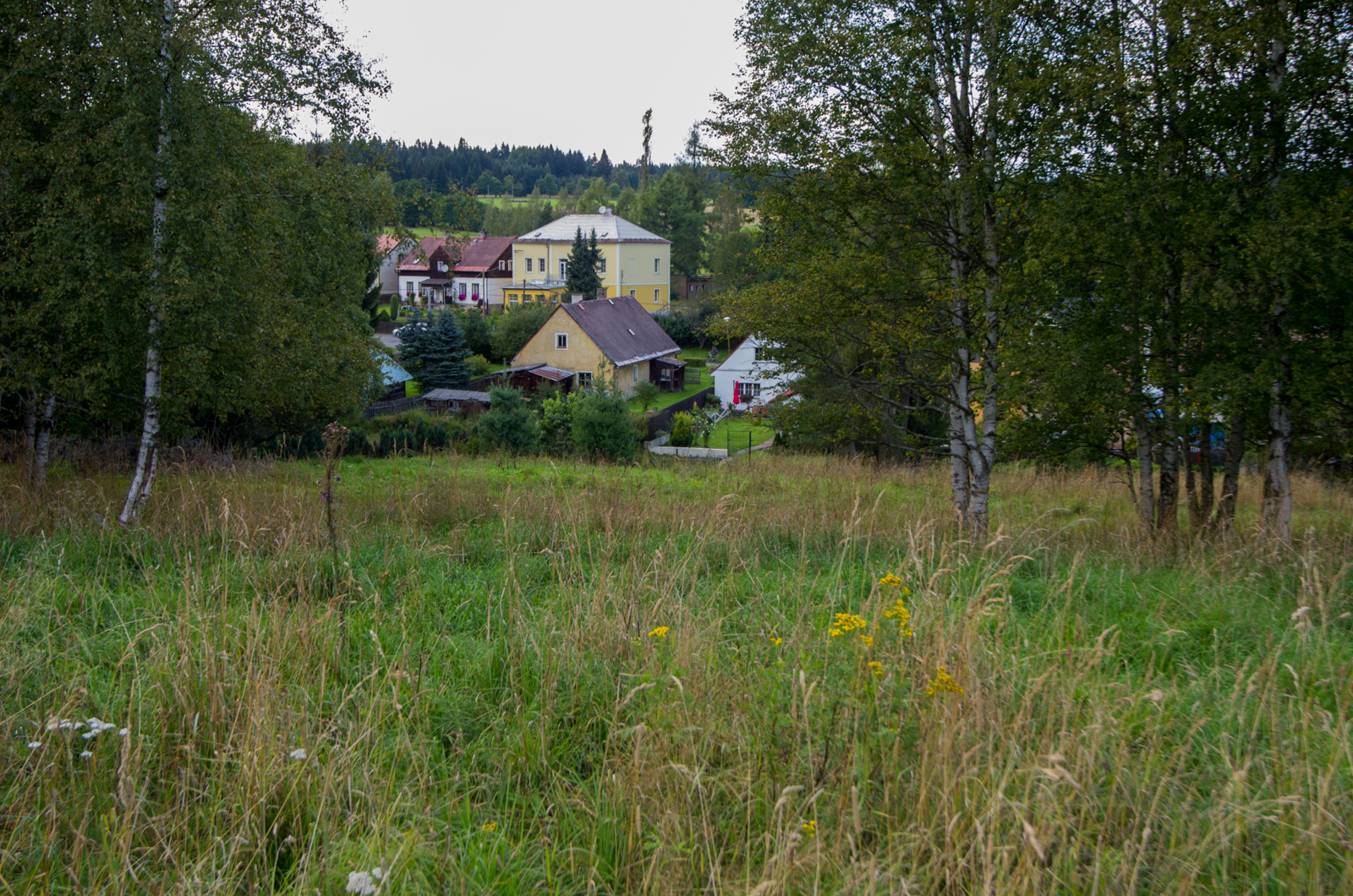
Obec Prameny – první velitelství VVP

Bývalý Vojenský výcvikový prostor Prameny (později uváděný i jako Vojenský výcvikový tábor Kynžvart) se v letech 1946–1954 nacházel v Karlovarském kraji v okresech Sokolov, Cheb a Karlovy Vary. Přibližně uvnitř lázeňského trojúhelníku Karlovy Vary – Mariánské Lázně – Františkovy Lázně. Jeho rozloha, která se v průběhu let měnila, činila přibližně 25 km².

## Vznik
O vybudování vojenského výcvikového tábora v prostoru Slavkovského lesa (tehdy ještě Císařského lesa) začalo Ministerstvo národní obrany uvažovat již v roce 1945. Vedení armády doporučovalo umístění nových cvičišť do pohraničí, kde se po odsunu německého obyvatelstva po druhé světové válce uvolnily vhodné prostory a dosídlení neprobíhalo příliš úspěšně. Rozhodnutí o zřízení učinila vláda svým usnesením ze dne 17. května 1946, ale teprve v roce 1949 byl schválen zákon, který upravil zřizování vojenských újezdů.
Už od počátku byla zpochybňována volba zabíraného území. Mezi nejdůraznější kritiky patřil starosta Mariánských Lázní Bohumil Kuželovský, který se dovolával porušování zákonů, předpisů a nařízení, ke kterým docházelo při jednáních o zřizování vojenského prostoru. První návrh území obsahoval jména 40 obcí, které se zcela či zčásti octnou ve vojenském prostoru. Nejvíce jich bylo v okrese Sokolov. S určením hranic byly problémy, hranice se měnily, proto není možné přesně určit, kolik obyvatel bylo postiženo zřízením vojenského prostoru. Odhady uvádějí 15 až 20 tisíc obyvatel.

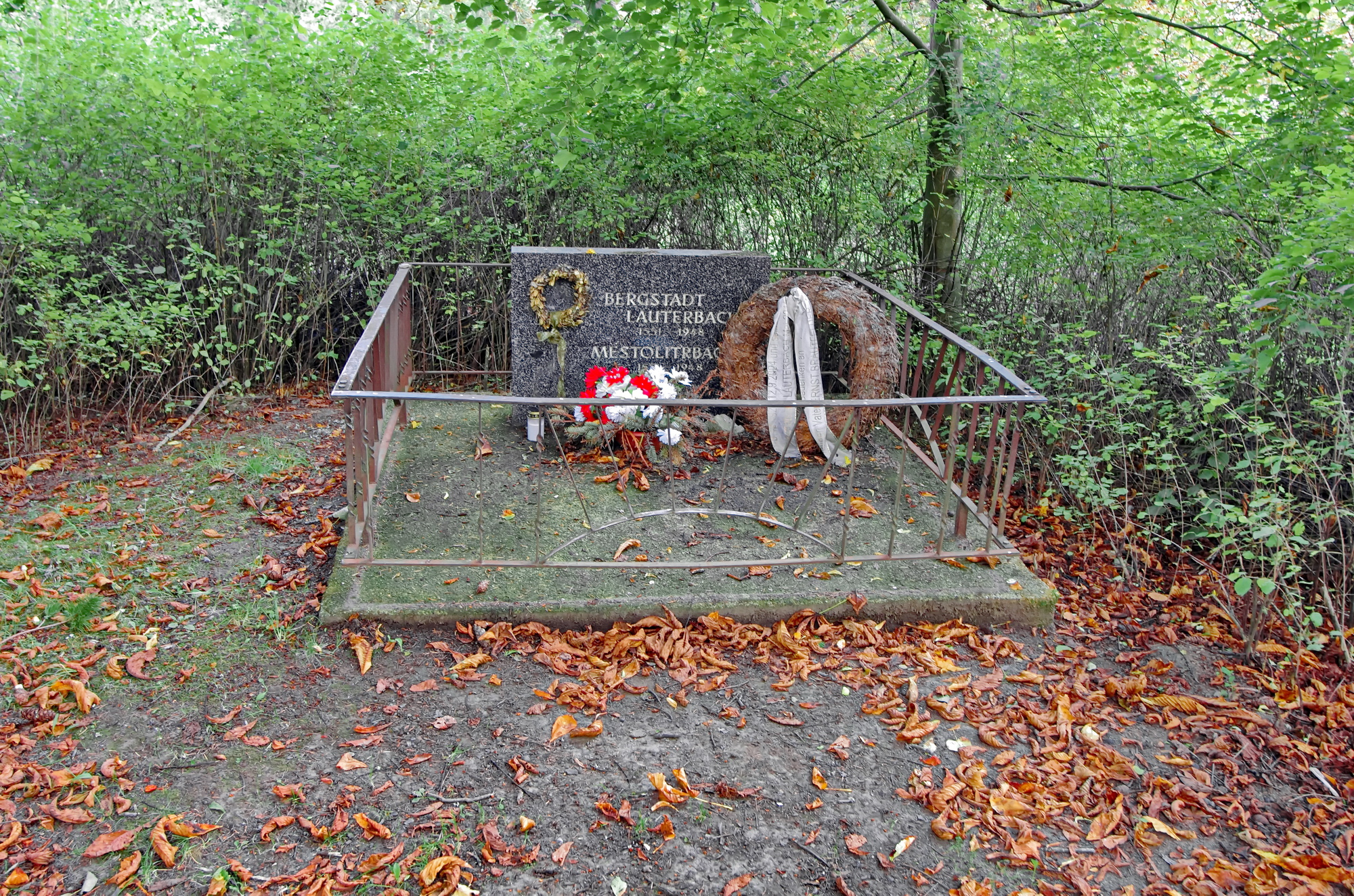
Pomník zaniklé Čisté (Litrbachy)

Schválení výcvikového prostoru mělo za následek okamžité zahájení prací již v roce 1946. Velitelství, tehdy ještě vojenského výcvikového tábora (do roku 1952 se vojenským prostorům říkalo vojenský výcvikový tábor) bylo umístěno do obce Prameny. Již v prosinci 1946 se začaly objevovat žádosti o přeložení velitelství do Kynžvartu. Důvodů byla celá řada, od nedostatku pitné vody, množství sněhu a s tím spojené problémy v zásobování v zimě, až po chybějící školu pro děti důstojníků. Město Kynžvart přišlo s nabídkou ubytování v lázních a nabídlo i převedení lesů ve prospěch armády. Po prohlídce nabízeného ubytování bylo 24. února 1947 rozhodnuto o přemístění. Poté se začal používat nový název Vojenský výcvikový tábor Kynžvart.
V průběhu následujících let došlo k vybudování vojenských staveb, ze kterých se však dochovalo jen několik. Mezi ně patří betonové pevnůstky u zaniklého města Čistá (německy Lauterbach, v roce 1948 přejmenováno na Čistou), pozorovací kryty u obce Smrkovec, muniční sklad mezi obcemi Prameny a Sítinami a pozůstatky několik menších objektů. Na území vznikly cvičné i ostré střelnice pro minomety, protitanková děla, polní střelnice pro pancéřové pěsti, plamenomety, ostřelovače a granátové cvičiště. K výstavbě řady plánovaných objektů však nedošlo, například ke zřízení polního letiště u obce Rudolec. Vojenský výcvik byl zaměřen především na součinnost jednotlivých druhů vojsk. Nacvičovaly se také střelby z pěchotních zbraní, noční střelby, pěší přesuny, přesuny na lyžích a podobně. Zvláštní postavení měl kurz „Boje o osadu“. Tento druh výcviku zaznamenal vojenský instruktážní film. Místem „Boje o osadu“ se stalo město Čistá. V tomto filmu je možné naposledy spatřit stojící domy bývalé Čisté. Tím zaniklo historické město, které roku 1551 obdrželo privilegium královského horního města.

## Zánik
Už od počátku provázely Vojenský výcvikový prostor Prameny značné problémy. Když se podařilo překonat odpor samosprávy, objevil se ještě větší problémem. Tím byla uranová ruda, která se vyskytovala na značné části území. Střetávaly se tedy dva zájmy, a to výcvik armády, který byl považován za důležitý, a ještě důležitější zájem, průzkum a těžba uranu. Průzkumné činnosti Jáchymovských uranových dolů se rozšířily do oblasti Slavkovského lesa.

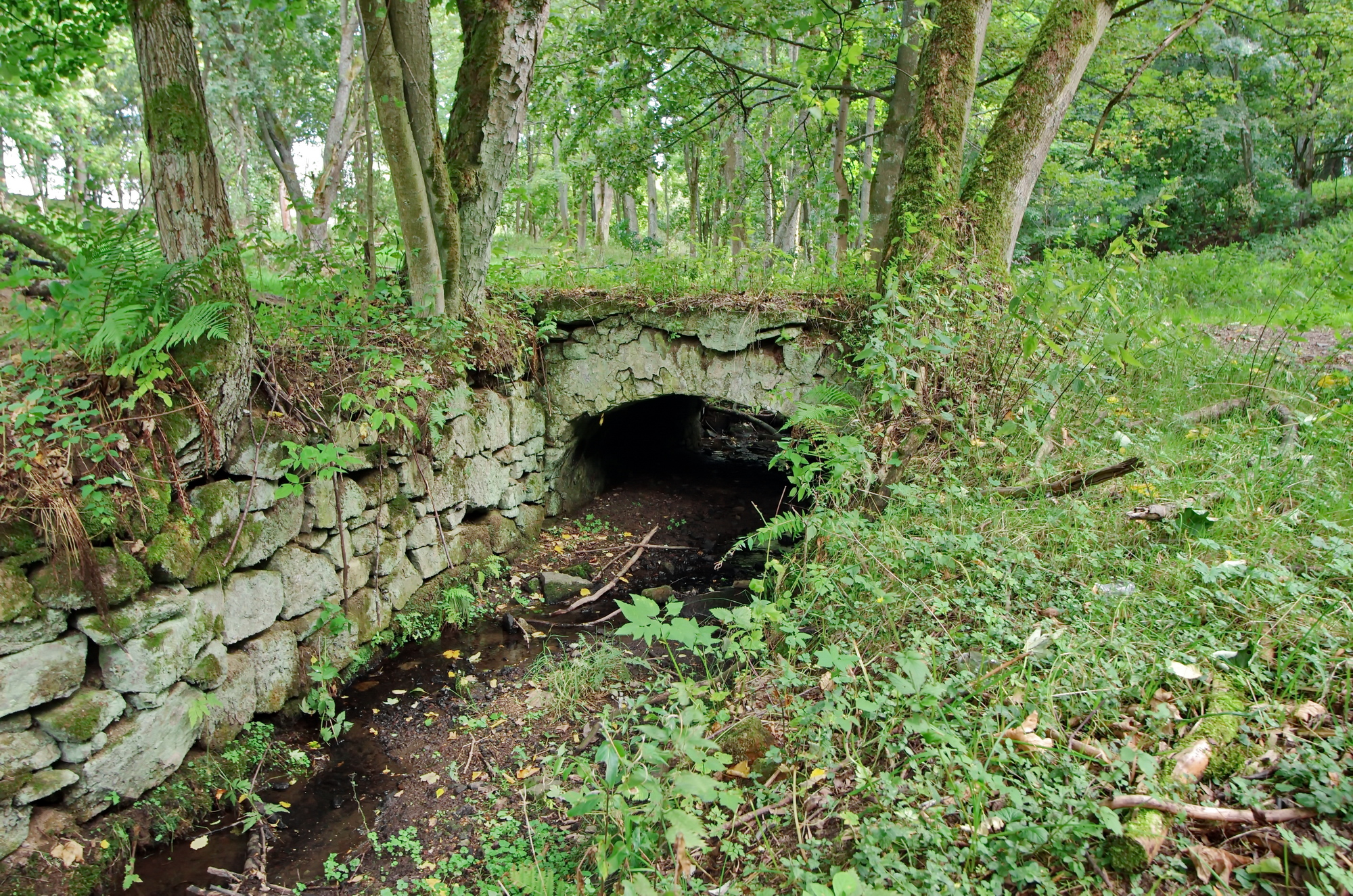
Zaniklá (zničená) obec Smrkovec

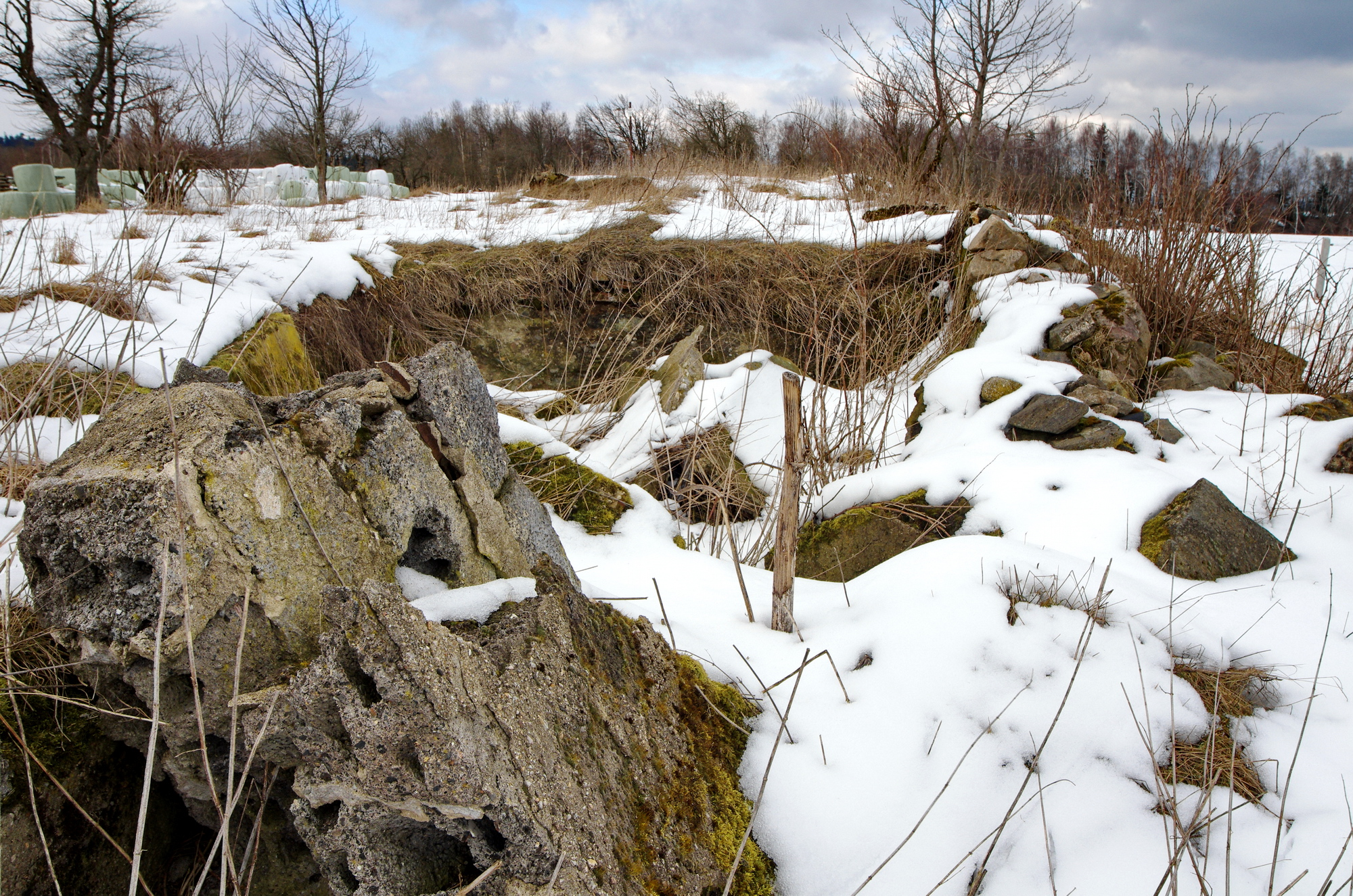
Pozůstatek betonové pevnůstky v Čisté

První byl na řadě Smrkovec, kde již dříve byly uranové rudy objeveny a těženy, následně do blízkosti Horního Slavkova, Krásna a mnoha dalších míst. Ve snaze najít soulad dvou rozdílných státních zájmů byla již v dubnu 1947 uzavřena dohoda o hornickém podnikání na vojenském území. Na základě této dohody bylo v květnu 1947 vydáno povolení k dobývání u obce Smrkovec, následovala dohoda z října 1947 o průzkumu v obcích Hrušková, Třídomí a Milíře, z března 1949 o průzkumu v obci Horní Lazy, z května 1949 o průzkumu u obcí Čistá, Bystřina, Krásná Lípa, Dvorečky a Prameny a pokračovaly další. I tak se stávalo, že se prospektoři střetávali s cvičícími vojáky. Koexistence výcvikového prostoru a Jáchymovských dolů se stala neúnosnou a území se stalo pro vojenskou správu prakticky neupotřebitelné. V listopadu 1952 brigádní generál JUDr. Jaroslav Kokeš uvádí ve svém dopisu na Hlavní správu uranového výzkumu, že vojenská správa nemá zájem na využívání vojenského prostoru a hodlá zřídit Vojenský výcvikový prostor Doupov. Když bylo Jáchymovskými doly potvrzeno, že v prostoru Doupovských hor nebudou po dobu 10 let prováděny žádné hornické práce, bylo rozhodnuto. V roce 1953 bylo konstatováno, že využívání vojenského prostoru Prameny bude ukončeno ve výcvikovém roce 1952/1953. Protože Vojenský výcvikový prostor Doupov nebyl v roce 1953 a 1954 zcela vybudován, probíhal částečný výcvik ve výcvikovém prostoru Prameny až do roku 1954. Oficiálně byl Vojenský výcvikový prostor Prameny zrušen ke dni 30. června 1954 vládním usnesením ze dne 29. června 1954. Na jednání dne 18. října 1956 byla projednána „Zpráva o vývoji bývalého vojenského újezdu Prameny“, ze které vyplývá, že na území vojenského prostoru bylo rozbořeno a zničeno 2 115 objektů, pět kostelů a tři hřbitovy. Rovněž se ve zprávě uvádí, že na území bývalých třiceti vesnic je jen jedna prodejna Jednoty a jedna dvoutřídní škola v Kostelní Bříze.
V průběhu let fungování armády ve výcvikovém prostoru ve Slavkovském lese došlo k úplnému nebo částečnému zničení obcí a osad. Většinou byly zničeny zcela. Po zrušení vojenského prostoru byly pozůstatky staveb srovnány se zemí, včetně kostelů v Čisté, Lobzech, Vranově, Smrkovci a Louce. Zlikvidovány byly také staré hřbitovy. Co nestihla zničit armáda, dokonala příroda. Jen pozdě na podzim a brzo na jaře se někde objevují zbytky základů domů a vstupy do sklepů.